# Europejskie Igrzyska Halowe w Lekkoatletyce 1967 – trójskok mężczyzn
Trójskok mężczyzn – jedna z konkurencji technicznych rozgrywanych podczas lekkoatletycznych europejskich igrzysk halowych w hali Sportovní hala w Pradze. Kwalifikacje zostały rozegrane 11 marca, a finał 12 marca 1967. Zwyciężył reprezentant Czechosłowacji Petr Nemšovský. Tytułu zdobytego na poprzednich igrzyskach nie obronił Rumun Șerban Ciochină, który tym razem odpadł w kwalifikacjach.

## Rezultaty

### Kwalifikacje
W kwalifikacjach wzięło udział 12 skoczków.
Opracowano na podstawie materiału źródłowego.
| Poz. | Zawodnik             | Reprezentacja  | #1    | #2    | #3    | Rezultat | Uwagi |
| ---- | -------------------- | -------------- | ----- | ----- | ----- | -------- | ----- |
| 1.   | Michael Sauer        | RFN            | 15,68 | 16,19 | 16,49 | 16,49    | Q     |
| 2.   | Hans-Jürgen Rückborn | NRD            | x     | 15,70 | 16,43 | 16,43    | Q     |
| 3.   | Petr Nemšovský       | Czechosłowacja | 15,91 | 16,35 | –     | 16,35    | Q     |
| 4.   | Henrik Kalocsai      | Węgry          | x     | 16,33 | x     | 16,33    | Q     |
| 5.   | Władimir Kurkiewicz  | ZSRR           | 14,63 | x     | 16,29 | 16,29    | Q     |
| 6.   | Aleksandr Zołotariow | ZSRR           | 16,04 | 15,77 | 15,89 | 16,04    | Q     |
| 7.   | Șerban Ciochină      | Rumunia        | 15,95 | 15,87 | 15,96 | 15,96    |       |
| 8.   | Luis Felipe Areta    | Hiszpania      | 15,65 | 15,80 | 15,92 | 15,92    |       |
| 9.   | František Krupala    | Czechosłowacja | 15,24 | 15,63 | x     | 15,63    |       |
| 10.  | Giuseppe Gentile     | Włochy         | x     | 14,95 | 15,51 | 15,51    |       |
| 11.  | Klaus Neumann        | NRD            | x     | x     | 15,08 | 15,08    |       |
| 12.  | Aşkın Tuna           | Turcja         | 14,92 | 13,55 | 15,03 | 15,03    |       |

### Finał
Opracowano na podstawie materiału źródłowego.
| Poz. | Zawodnik             | Reprezentacja  | Próby | Próby | Próby | Próby | Próby | Próby | Wynik |
| Poz. | Zawodnik             | Reprezentacja  | 1     | 2     | 3     | 4     | 5     | 6     | Wynik |
| ---- | -------------------- | -------------- | ----- | ----- | ----- | ----- | ----- | ----- | ----- |
| 01 ! | Petr Nemšovský       | Czechosłowacja | 15,90 | x     | 16,19 | 16,57 | x     | 16,04 | 16,57 |
| 02 ! | Henrik Kalocsai      | Węgry          | x     | 15,87 | 16,07 | 16,45 | 15,83 | 16,31 | 16,45 |
| 03 ! | Aleksandr Zołotariow | ZSRR           | 15,95 | 16,15 | 16,32 | 16,40 | 15,86 | x     | 16,40 |
| 4.   | Hans-Jürgen Rückborn | NRD            | x     | 16,14 | 16,40 | 16,31 | x     | x     | 16,40 |
| 5.   | Michael Sauer        | RFN            | 16,15 | 15,74 | 16,08 | 16,25 | 16,37 | 16,28 | 16,37 |
| 6.   | Władimir Kurkiewicz  | ZSRR           | 15,85 | x     | x     | 16,09 | x     | x     | 16,09 |